# Esquirol de Low
L'esquirol de Low (Sundasciurus lowii) és una espècie de rosegador de la família dels esciúrids. Viu a Brunei, Indonèsia, Malàisia i Tailàndia. Es tracta d'un animal diürn i arborícola. El seu hàbitat natural són els boscos degradats i secundaris. És una espècie en risc mínim, és a dir, no sembla que hi hagi cap amenaça significativa per a la seva supervivència. Fou anomenat en honor del funcionari britànic Hugh Low.